# Krickelberg

Krickelberger Wegekreuz; unmittelbar dahinter stand einst die Krickelberger Elementarschule

Krickelberg ist eines der alten Siedlungszentren von Ratheim und liegt am oberen Rand der Rurterrasse in einer Höhe von 50 m ü.NN. Der Ort ist jeweils rund einen Kilometer vom Zentrum Ratheims und von der Rur entfernt; die Entfernung zum deutsch-niederländischen Grenzübergang Rothenbach beträgt rund neun Kilometer.

## Geographie

### Gewässer

Der Pützbach zwischen Krickelberg und Garsbeck in den 1980er Jahren

Brücke an „Stille Wasser“

Der Pützbach entspringt in Ratheim an der Silberquelle, fließt entlang der Rurterrasse unterhalb von Krickelberg und Garsbeck und mündet hinter Vogelsang in die Rur.
Da es Mitte der 1970er-Jahre infolge Bergschäden zu Problemen mit dem Abfluss des Baches kam, wurde er in fast seiner gesamten Länge kanalisiert.

## Geschichte

### Entstehung
Der Weiler Krickelberg stellt eines der alten Ratheimer Siedlungszentren dar. Seine Entstehung ist auf den „Hof zu Krickelberg“ zurückzuführen, einen der 10 großen spätmittelalterlichen Lehnshöfe Ratheims, dessen erste urkundliche Erwähnung von 1405 datiert. Das Lehen gehörte ursprünglich zu Heinsberg, später zur Mannkammer Wassenberg. Der „Hof zu Krickelberg“ war rund 200 alte Morgen (60 ha) groß und wurde im Westen von der Rur, im Norden von den Höfen Vogelsang und Garsbeck, im Osten von den Wäldern der Schröv und im Süden vom Palander-Winkelhauser-(Kulenburger) und dem Heinsberger Hof (Godesacker) begrenzt. Der Hof hat im Urkataster noch große, arrondierte Flächen zwischen dem Krickelberger Hofland und der Schröv und war bis auf kleinere Flächen geschlossen verpachtet. Noch heute werden größere Teile dieser Ländereien von Krickelberger Landwirten bewirtschaftet.
Nachdem im Jahr 1911 der Anschluss an die Elektrifizierung erfolgt war, wurde Krickelberg im Jahre 1935 an die allgemeine Wasserversorgung angeschlossen, da durch bergbauliche Einwirkungen alle Brunnen und Quellen versiegten.

### Ortsname
Der Name dürfte sich vom mittelhochdeutschen krieche (Schlehe) ableiten, was auf den Bewuchs des Terrassenhangs hindeutet.

### Religion
Krickelberg hat immer zur katholischen Pfarre Ratheim gehört. Daneben hatte sich in früherer Zeit auch von den wenigen protestantisch-reformierten Familien Ratheims die Mehrzahl (außer in Millich) in Krickelberg angesiedelt; sie gehörten bis 1962 zur Kirchengemeinde Wassenberg, seitdem zu Ratheim-Gerderath.
(Einwohner 1827: 104, davon 34 evangelisch)
Das Krickelberger Wegekreuz, das 1870 erstellt wurde, war seit Menschengedenken ein wichtiger Bestandteil der alljährlich stattfindenden Fronleichnams- und Bittprozessionen der Ratheimer Pfarrgemeinde St. Johannes der Täufer. Außerdem ist es bei der traditionell am ersten Sonntag im September stattfindenden Wallfahrt nach Maria-Ophoven der erste Haltepunkt für die Fusspilger.

### Schule
Schon im 16. Jahrhundert hatte Krickelberg für das weitere Umland seine Bedeutung als zentraler Standort einer privat geführten Schule.
Die seit mehreren Jahren, ohne höhere Autorisation zu Krickelberg bestandene Schule wurde als Elementarschule anerkannt und dem Heinrich Houben von Heinsberg durch die königliche Regierung Erlaubnis gegeben, derselbe für ein Jahr als Lehrer zu bedienen. Für die Schule zu Krickelberg wurde der Ackerer Gerhard Adams von Krickelberg und der Ackerer Johann Heinrich Diek von Vogelsang unter Direktion des Herrn Pfarrer Göbbels zu Schulvorstehern ernannt.
Im Jahre [1560 ???] ist erstmals von einer Schule in Krickelberg die Rede, die bei einer Visitation mit großem Nachdruck gefördert wurde. Es scheint sich um eine Privatschule mit gemeindlicher Unterstützung gehandelt zu haben, die in einem Privathaus untergebracht war. An dieser Schule – einer Simultanschule – wirkten folgende Lehrer:
- Pelser aus Wassenberg
- Houben aus Heinsberg
- Frentzen aus Hilfarth
- J. Arnold Grates aus Hilfarth
- Arnold Korsten aus Oerath[5]

## Verkehr

### Öffentliche Verkehrsmittel

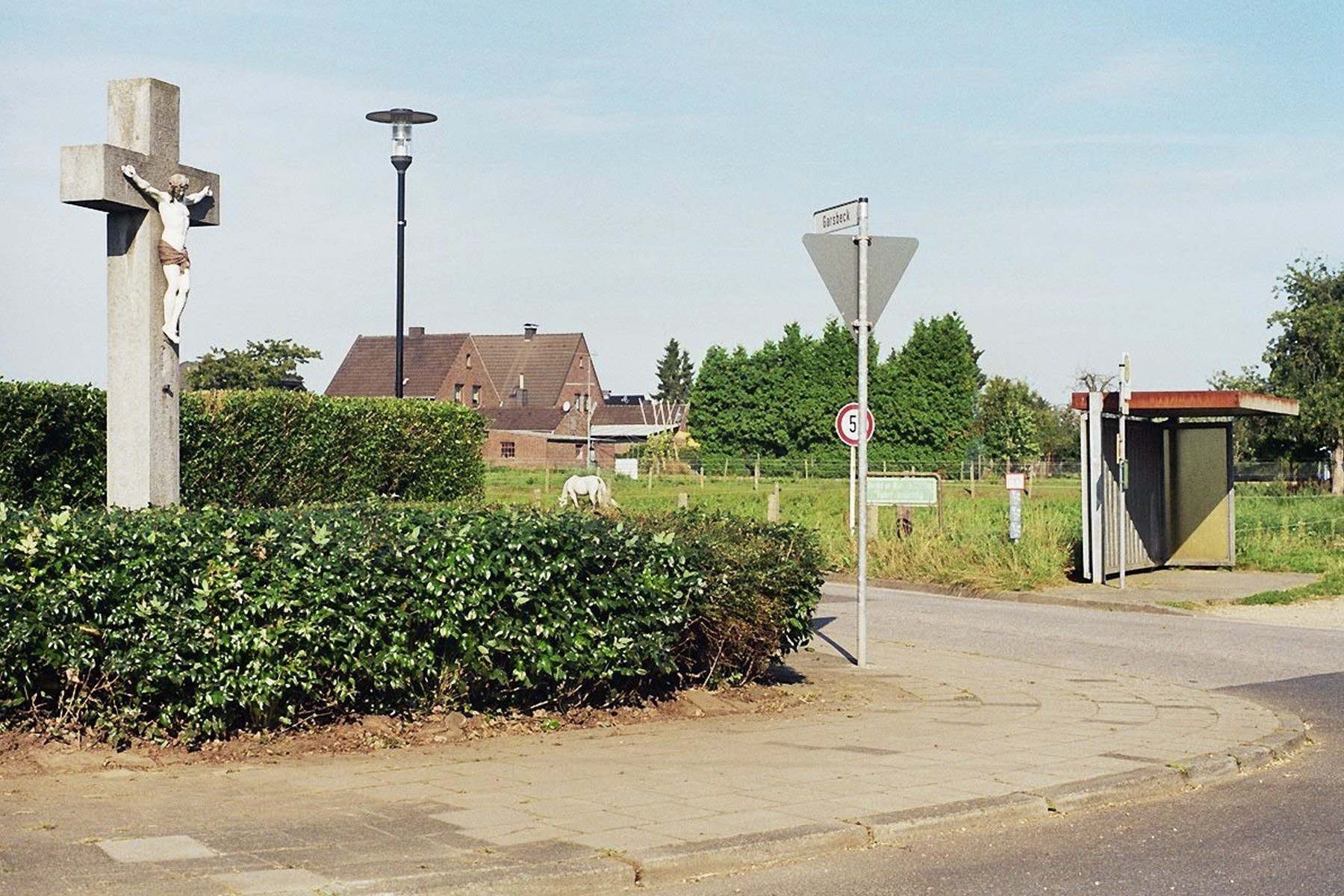
Haltestelle der Linie 495 in Krickelberg

Die AVV-Buslinie 495 der WestVerkehr verbindet Krickelberg an Schultagen mit Hückelhoven, Ratheim und Wassenberg. Abends und am Wochenende kann der MultiBus angefordert werden.
| Linie | Verlauf |
| ----- | --- |
| 495   | Katzem – (Kleinbouslar ←) Lövenich – Baal Kirche – Baal Bf – Doveren – Hückelhoven – Schaufenberg – Ratheim – Krickelberg – Orsbeck Friedhof – Wassenberg |

### Radwanderwege
Wer allerdings das Radwandern bevorzugt, der findet auch unterhalb von Krickelberg Hinweisschilder zu den einzelnen Wegerouten.
Hier sind sie u. a. an Stille Wasser und an der Bergstraße, direkt am Bolzplatz mit einem Fahrradsymbol und der Zahl 92, dem sogenannten Knotenpunkt versehen. Folgt man nun dieser Route, die selbstverständlich auch auf den Radwanderkarten des Kreises Heinsberg zu finden ist, gelangt man zum Knotenpunkt 92, der dem Hückelhovener Stadtteil Ratheim zugeordnet wurde und sich unmittelbar am Kriegerdenkmal befindet.

## Persönlichkeiten
- Walther Maas (* 1908 in Hülchrath; † 1995 in Ratheim-Krickelberg); ein bekannter Ratheimer Heimatforscher[7]